# El olor de la lluvia en los Balcanes
El olor de la lluvia en los Balcanes (en serbio: Мирис кише на Балкану, Miris Kiše na Balkanu) es una novela histórica escrita por Gordana Kuić. La novela fue publicada en 1986 y se convirtió en un éxito de ventas instantáneo. Se centra en la familia Salom, sobre todo en las cinco hermanas: Buka, Nina, Klara, Blanki y Riki. La novela está inspirada en la madre de la autora, Blanki Levi, y sus hermanas. Sigue los destinos no solo de los judíos, sino también de los ortodoxos, los bosnios y los católicos entre dos sucesos históricos importantes: la Primera Guerra Mundial y la Segunda Guerra Mundial .

En la reseña de la novela, David Albahari escribió:
El olor de la lluvia en los Balcanes posee todas las características de un buen libro. En su intento de mostrar el destino de una familia judía que vive en suelo bosnio, la autora ha ido mucho más allá: muestra que la inevitabilidad de los acontecimientos históricos es ineludible; pinta la historia como un monstruo que vuelve continuamente en ciclos, pero también como un bromista loco que está dispuesto a cambiar los colores en cualquier momento. La novela es también un documento de un mundo que ya no existe: el mundo de los judíos sefardíes de Sarajevo. Por lo tanto, esta novela es una importante contribución a la más bien escasa producción literaria judía en Serbia, pero crece más allá de los límites de tal definición y adquiere sin duda un significado más general.

## Sinopsis
La novela describe el período histórico entre la Primera Guerra Mundial hasta el final de la Segunda Guerra Mundial (1914 - 1945) a través de la vida y el destino de los Salom, una familia judía sefardí de Sarajevo. Los personajes principales son las cinco hermanas Salom cuyos deseos y aspiraciones personales chocan con las estrictas convenciones de las sociedades multiculturales y religiosas —judío bosnio, musulmán, ortodoxo y católico— de la época, que conviven en la pequeña ciudad de Sarajevo.
La Segunda Guerra Mundial provoca el éxodo de la familia ya que la mayoría de ellos debe huir u ocultarse por su condición de judíos ante el ascenso del nazismo. El final de la guerra es el final del libro.
Este libro ofrece cuatro lecturas, la historia de unas mujeres en Sarajevo en la primera mitad del siglo XX; la historia convulsa de entreguerras; la de la comunidad sefardí en un mundo que estaba cambiando y, por último, la tradición oral que pervive a lo largo del libro.

## Protagonistas

### La familia Salom
- León Salom, el padre
- Estera Salom, la madre, representa a la mujer tradicional sefardí.
- Laura "Buka" Salom, más tarde Laura Papo, la primogénita de León y Estera. Es la única hermana que se casa con un judío.
- Nina Salom, más tarde Nina Ignjatić, la segunda hija del matrimonio, se casa con un ortodoxo. Es la más emprendedora de las hermanas y la que monta un negocio propio.
- Klara Salom, más tarde Klara Valić, la tercera hija, que se casa con un croata católico.
- Isak "Atleta" Salom, el primer hijo varón de León y Estera
- Blanka "Blanki" Salom, más tarde Branka Korać, la cuarta hija de Leon y Estera, madre de la autora
- Rifketa "Riki" Salom, la quinta y la hija menor de Leon y Estera, que se convierte en una bailarina de éxito.
- Elijas Salom, el segundo hijo varón y el menor de los hermanos

## Lengua
El olor de la lluvia en los Balcanes está escrito en lengua serbocroata, con algunas partes en judeo español, la lengua hablada por la comunidad sefardí, que es la lengua familiar. Es la variedad de Bosnia, que tiende a cerrar todas las vocales.

## Premios
- 1986 - Premio de la Asociación de Comunidades Judías de Yugoslavia a la novela del año

## Adaptaciones
- En 1992, el ballet del compositor croata Igor Kuljerić The Scent of Rain in the Balkans – a Ballet for Riki se estrenó en Sarajevo y una semana después en Belgrado.[5]

- En 2009, el guionista Nebojša Romčević escribió una adaptación teatral de la novela que se estrenó el 12 de abril de 2009 en el Madlenianum Opera and Theatre, protagonizada por Sloboda Mićalović y Vuk Kostić.[6]

- En 2010, Ljubiša Samardžić dirigió la adaptación televisiva de la novela, que se mostró en Radio-Televizija Srbije[7]